# Tago Mago
Tago Mago là album thứ ba của ban nhạc krautrock người Đức Can, ban đầu phát hành dưới dạng album-kép vào năm 1971 bởi hãng đĩa United Artists. Đây là album phòng thu thứ hai và là album đầu tiên với Kenji "Damo" Suzuki sau khi ca sĩ hát chính Malcolm Mooney rời ban nhạc năm 1970 để trở về Mỹ.
Tago Mago được mô tả là tác phẩm hoàn hảo nhất về phương diện âm thanh và cấu trúc âm nhạc của Can. Album nhận được nhiều đánh giá chuyên môn tích cực từ khi được phát hành và được coi là nguồn cảm hứng bởi rất nhiều nghệ sĩ.

## Thu âm và sản xuất
Sau khi Malcolm Mooney rời Can năm 1970 (theo vài lời đồn, là kết quả của suy nhược thần kinh), ban nhạc thiếu đi ca sĩ hát chính. Tay bass Holger Czukay gặp Kenji "Damo" Suzuki khi Suzuki đang hát dạo ngoài một quán cà phê tại Munich. Czukay giới thiệu mình là một thành viên của một ban nhạc experimental rock và mời Suzuki tham dự. Tối hôm đó, Suzuki biểu diễn cùng Can tại club Blow Up và sau đó trở thành thành viên chính thức.
Tago Mago được thu âm năm 1971 bởi Czukay tại de, một lâu đài gần Köln. Ban nhạc được phép ở lại đây là không cần trả phí cho chủ nhà là một nhà sưu tầm tên Mr. Vohwinkel.

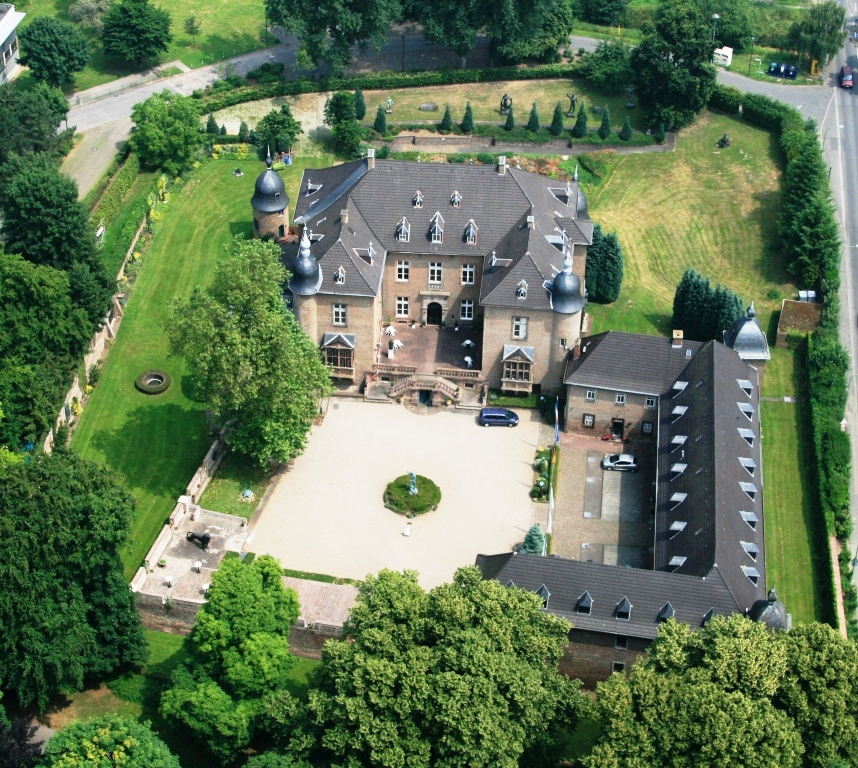
Schloss Nörvenich

Tago Mago khởi đầu cho một loạt những album mà Can không chỉ thu nhạc một cách bình thường, mà còn kết hợp "những bản thu giữa chừng", do Czukay lén thu trong lúc các nhạc công đang jamming (một kiểu ứng tác) khi đợi các giải quyết xong vấn đề kỹ thuật. Czukay chỉnh sửa những bản jam dài, phi cấu trúc này thành các bài hát có trật tự. Theo Czukay, album được theo tên Isla de Tagomago, một hòn đảo ngoài khơi bờ đông Ibiza. Việc thu âm được hoàn thành trong ba tháng.
Tago Mago ban đầu được phát hành dưới dạng album kép vào năm 1971 bởi United Artists. Tháng 9 năm 2004, album cùng phần lớn đĩa nhạc của Can được chỉnh âm và ra mắt dưới dạng SACD. Lần tái phát hành này gồm một booklet, lời bình từ Bobby Gillespie (Primal Scream) và David Stubbs, cũng như những bức ảnh chưa từng phát hành của ban nhạc.
Năm 2011, để kỷ niệm 40 năm phát hành, bản remaster 2004 lại được phát hành cùng một đĩa mở rộng chứa những buổi diễn năm 1972.

## Đĩa đơn
Track "Halleluhwah" được thu gọn từ 18½ phút thành 3½ phút để trở thành mặt B của đĩa đơn "Turtles Have Short Legs", một ca khúc khác lạ được thu trong thời kỳ Tago Mago và phát hành bởi Liberty Records năm 1971. Một phiên bản khác, dài 5½ phút của "Halleluhwah" sau đó xuất hiện trong album tổng hợp Cannibalism năm 1978, còn "Turtles Have Short Legs" vẫn tiếp tục khan hiếm bản in cho tới khi có mặt trong Cannibalism 2 năm 1992.

## Âm nhạc
Julian Cope viết trong Krautrocksampler rằng Tago Mago "chỉ giống chính nó, không giống bất cứ thứ gì cả trước và sau", và phần lời đào sâu "xuống phía dưới vào Vô thức". Tago Mago cho thấy Can thay đổi sang phong cách jazz hơn và thử nghiệm hơn các sản phẩm trước, với những đoạn nhạc dạo không lời dài hơn và ít hát hơn; điều này là do sự khác biệt giữa Suzuki và cựu hát chính Mooney, người từng chiếm ưu thế hơn trong ban nhạc. Trên album, Can lấy cảm hứng âm nhạc từ các nguồn đa dạng như từ các nghệ sĩ jazz (Miles Davis) và từ nhạc avant-garde điện tử. Album cũng được truyền cảm hứng bởi nhà huyền bí Aleister Crowley, được thể hiện qua âm thanh đen tối của album cũng như việc nó được đặt theo tên Isla de Tagomago, một hòn đảo xuất hiện trong huyền thoại Crowley. Czukay xem album là "một cố gắng để đến một thế giới âm nhạc bí ẩn từ ánh sáng đến bóng tối và trở về". Nhóm cho rằng album là "tác phẩm kỳ diệu" của họ. Những track có một "một bầu không khí của bí ẩn và những bí mật không được nói ra". Tago Mago được chia làm hai LP, LP đầu tiên được cấu trúc nhiều hơn, cái còn lại thử nghiệm và tự do hơn.
"Paperhouse", track mở đầu, là một track ngắn hơn trong album. Nhà phê bình Ned Raggett của Allmusic mô tả bài hát là "bắt đầu với tiếng ngân và trống trầm, trước khi biến thành một cú cuộn xoáy ầm ầm ở đoạn giữa, rồi dịu xuống lần nữa trước cú đánh cuối cùng." "Mushroom" là track kế tiếp, Leone ghi nhận rằng nó có âm thanh đen tối hơn track trước. "Oh Yeah" và "Halleluhwah" gồm những yếu tố được xem là "độc quyền" của Can: "giọng hát của Damo Suzuki thay đổi từ tiếng lầm bầm mềm mại tới bùng nổ mạnh mẽ mà không một cảnh báo; tiếng trống thất thường của Jaki Liebezeit; những thao tác sản xuất của Holger Czukay (ví dụ đảo ngược giọng hát và hiệu ứng âm thanh mở đầu trong 'Oh Yeah')." Cả "Oh Yeah" và "Halleluhwah" đều sử dụng những groove lập lại.
LP thứ hai có các nhạc phẩm avant-garde hơn, Roni Sarig, tác giả The Secret History of Rock gọi nó là "gần hơn bao giờ hết với nhạc noise avant-garde." Với những thử nghiệm băng và vô tuyến của Holger Czukay, hai track "Aumgn" và "Peking O" đã khiến các nhà phê bình cho rằng Tago Mago là "tác phẩm tột bậc nhất về phương diện âm thanh và cấu trúc" của Can. "Aumgn" do tay keyboard Irmin Schmidt hát thay vì Suzuki. Track cuối, "Bring Me Coffee or Tea", được Raggett ghi nhận là "đoạn đuôi của một tác phẩm cột mốc."

## Tiếp nhận và ảnh hưởng
| Đánh giá chuyên môn | Đánh giá chuyên môn                      |
| Điểm trung bình     | Điểm trung bình                          |
| Nguồn               | Đánh giá                                 |
| ------------------- | ---------------------------------------- |
| Metacritic          | 99/100                                   |
| Nguồn đánh giá      |                                          |
| Nguồn               | Đánh giá                                 |
| Allmusic            | [ 1 ]                                    |
| Pitchfork Media     | (9.3/10.0)                               |
| Stylus              | (B)                                      |
| Pitchfork Media     | Ấn bản kỷ niệm 40 năm phát hành: (10/10) |
| Uncut               | (tích cực)                               |

Tago Mago đã được tiếp nhận tích cực từ khi mới phát hành và được cho rằng là đã tiên phong cho nhiều phong cách âm nhạc hiện đại. Ned Raggett gọi Tago Mago là một "của hiếm vào đầu những năm '70, một album kép với không một nốt bị lãng phí". Trong quyển sách Kraftwerk: Man, Machine and Music, Pascal Bussy cho rằng Tago Mago "có ảnh hưởng to lớn". Album được liệt kê trong quyển 1001 Albums You Must Hear Before You Die với câu viết "thậm chí 30 sau, Tago Mago nghe [vẫn] thật hiện đại một cách sảng khoái và tột bậc một cách vinh quang." Nhiều nhà phê bình, đặc biệt ở Anh, đã nồng nhiệt ca ngợi album, và vào cuối năm 1971, Can có buổi diễn đầu tiên ở Anh.
Nhiều nghệ sĩ liệt kê Tago Mago như nguồn ảnh hưởng lên tác phẩm của họ. John Lydon (Sex Pistols và Public Image Ltd.) viết rằng nó "làm choáng váng" trong tự truyện Rotten: No Irish, No Blacks, No Dogs. Bobby Gillespie (Jesus and Mary Chain và Primal Scream) nói "Loại âm nhạc không giống bất cứ thứ gì tôi từng nghe trước đó, không nước Mỹ, không rock & roll mà bí ẩn và thuần Âu." Mark Hollis (Talk Talk) gọi Tago Mago là "một album cực kỳ quan trọng". Phần lời tự do của Suzuki đã truyền cảm hứng cho Marc Bolan (T. Rex). Jonny Greenwood và Thom Yorke (Radiohead) liệt kê album như một nguồn ảnh hưởng vào thời kì đầu.
Nhiều nghệ sĩ đã làm lại (cover) nhiều track khác nhau trong Tago Mago. In a Priest Driven Ambulance của Flaming Lips gồm một ca khúc tựa đề "Take Meta Mars", thực ra có mụch đích làm lại "Mushroom". Tuy nhiên, các thành viên chỉ mới nghe bài hát một lần và không có trong tay đĩa nhạc vào thời điểm đó, nên hai bài hát chỉ nghe giống nhau chứ không phải cover thực sự. The Jesus and Mary Chain làm lại các bài hát một cách trung thành hơn với bản gốc; được chơi trực tiếp và có mặt trong đĩa CD của Barbed Wire Kisses. Ban nhạc Anh The Fall thu âm track "I Am Damo Suzuki", xuất phát từ "Oh Yeah" và được đặt theo tên hát chính của Can, cho LP nổi tiếng This Nation's Saving Grace (1985).
Phiên bản tái phối khi của nhiều nghệ sĩ xuất hiện trong album Sacrilege.

## Danh sách ca khúc
Tất cả các ca khúc được viết bởi Holger Czukay, Michael Karoli, Jaki Liebezeit, Irmin Schmidt và Damo Suzuki.
| Mặt 1 | Mặt 1        | Mặt 1      |
| STT   | Nhan đề      | Thời lượng |
| ----- | ------------ | ---------- |
| 1.    | "Paperhouse" | 7:28       |
| 2.    | "Mushroom"   | 4:03       |
| 3.    | "Oh Yeah"    | 7:23       |

| Mặt 2 | Mặt 2         | Mặt 2      |
| STT   | Nhan đề       | Thời lượng |
| ----- | ------------- | ---------- |
| 1.    | "Halleluhwah" | 18:32      |

| Mặt 3 | Mặt 3   | Mặt 3      |
| STT   | Nhan đề | Thời lượng |
| ----- | ------- | ---------- |
| 1.    | "Aumgn" | 17:37      |

| Mặt 4            | Mặt 4                    | Mặt 4      |
| STT              | Nhan đề                  | Thời lượng |
| ---------------- | ------------------------ | ---------- |
| 1.               | "Peking O"               | 11:37      |
| 2.               | "Bring Me Coffee or Tea" | 6:47       |
| Tổng thời lượng: | Tổng thời lượng:         | 73:27      |

## Ấn bản kỷ niệm 40 năm
| Đĩa 1            | Đĩa 1                    | Đĩa 1      |
| STT              | Nhan đề                  | Thời lượng |
| ---------------- | ------------------------ | ---------- |
| 1.               | "Paperhouse"             | 7:29       |
| 2.               | "Mushroom"               | 4:04       |
| 3.               | "Oh Yeah"                | 7:23       |
| 4.               | "Halleluhwah"            | 18:33      |
| 5.               | "Aumgn"                  | 17:37      |
| 6.               | "Peking O"               | 11:38      |
| 7.               | "Bring Me Coffee or Tea" | 6:47       |
| Tổng thời lượng: | Tổng thời lượng:         | 73:31      |

| Đĩa 2            | Đĩa 2                     | Đĩa 2      |
| STT              | Nhan đề                   | Thời lượng |
| ---------------- | ------------------------- | ---------- |
| 1.               | "Mushroom (Live 1972)"    | 8:42       |
| 2.               | "Spoon (Live 1972)"       | 29:55      |
| 3.               | "Halleluhwah (Live 1972)" | 9:12       |
| Tổng thời lượng: | Tổng thời lượng:          | 47:49      |

## Thành phần tham gia
- Damo Suzuki – hát
- Holger Czukay – bass, kỹ thuật, chỉnh sửa
- Michael Karoli – guitar, violin
- Jaki Liebezeit – trống, contrabass, piano
- Irmin Schmidt – keyboard, hát trong "Aumgn"

### Khác
- U. Eichberger – bìa và thiết kế gốc
- Andreas Torkler – thiết kế (tái phát hành 2004)